# Golești (okręg Vrancea)
Golești – wieś w Rumunii, w okręgu Vrancea, w gminie Golești. W 2011 roku liczyła 3489
mieszkańców